# Parastaseis syntomoi chronikai

Les Parastaseis syntomoi chronikai (en grec: Παραστάσεις σύντομοι χρονικαί; litt : « brèves notes historiques ») est un ouvrage anonyme datant probablement du VIIIe siècle et décrivant certaines places publiques de Constantinople et leur statuaire. Le texte, n’a été conservé que par un manuscrit (Parisinus graecus gr. 1336) datant du XIe siècle dont le texte est souvent corrompu et d’interprétation difficile. En dépit de ses lacunes, ce bref texte jette un éclairage intéressant sur la culture de cette période sombre de la littérature byzantine .

## Contexte historique
Succédant à une période d’intense activité littéraire (IIIe siècle au VIe siècle) au cours de laquelle, sous l’influence des Pères de l’Église grecque, s’était développée une littérature chrétienne qui tentait d’établir une synthèse entre pensée chrétienne et pensée hellénistique, les VIIe siècle et VIIIe siècle constituent une période sombre de la vie de l’empire byzantin tant sur le plan intérieur (succession de plusieurs empereurs) qu’extérieur (invasions arabes, bulgares), où la vie urbaine et l’éducation déclinent et avec elles l’utilisation de la langue et du style classiques. C’est aussi la période de l’iconoclasme où de nombreuses œuvres artistiques et littéraires sont détruites et dont ne subsistent que celles favorables à la vénération des icônes,. Lui succédera à partir du IXe siècle  une période de renouveau que l’on a appelé la « Renaissance macédonienne » ou « encyclopédisme », laquelle se distinguera moins par sa créativité que par sa volonté de rassembler, de copier et de structurer la culture helléno-chrétienne de l’antiquité tardive.
Les Parastaseis syntomoi chronikai annoncent déjà cette période de « compilation » en tentant de dresser une liste de monuments et de statues que l’on pouvait encore trouver ou qui avaient jadis existé à Constantinople, en particulier les statues d’origine païenne auxquelles on attribuait un pouvoir maléfique. 
Elles s’apparentent également à ce que les Grecs appelaient « ekphrasis » (du grec ancien ἐκφράζειν, litt : expliquer jusqu'au bout) qui était une description détaillée d’une personne, d’un lieu ou d’un évènement d’une manière vivace, comme la description que fait Homère dans l’Iliade du bouclier d'Achille. Toutefois, les Parastaseis syntomoi chronikai s’intéressent moins à décrire cette statuaire ou à en évaluer le mérite artistique qu’à rassembler témoignages et anecdotes qui la concernent. 

## Auteurs et contenu
Lorsque Constantin Ier (r. 306 – 337) fonda Constantinople, il voulut que la Nouvelle Rome soit en tous points semblable à  l’Ancienne. Constantinople fut dotée d’un Capitole, d’un forum, d’un Sénat, etc. et ornée de nombreuses statues provenant d’un peu partout dans l’empire. Les empereurs subséquents continuèrent cette pratique, les dépouilles de guerre rapportées de leurs conquêtes contribuant à célébrer leur propre gloire. Ces statues servaient également de lien avec les grandes figures du passé : empereurs, conquérants, dieux et autres figures mythiques .

### Auteurs
Tout indique que cette compilation fut le résultat du travail d’un groupe de personnes de la haute société soucieuses de préserver la mémoire d’un héritage en voie de disparition, peut-être sous la direction d’un personnage auquel on fait plusieurs fois allusion dans le texte sous le nom de « Philokalos ». Toutefois, ce terme signifiant « amateur de beauté » ne nous renseigne guère sur l’identité du compilateur. Les auteurs se décrivent eux-mêmes comme des « philosophes », c’est-à-dire un groupe de personnes instruites capables de comprendre la vraie nature et la signification d’œuvres (notes 14, 28, 40, 64, 75) dont le sens échappait aux non-initiés (note 37, fin et 39, fin). 

### Titre
Le titre Παραστάσεις σύντομοι χρονικαί est un extrait du livre et non le titre officiel devant coiffer les notes qui y sont rassemblées. Pour Cameron et Herrin, le nombre de répétitions que contient l’œuvre, l’inclusion de lettres, sa structure et son style, de même que le nombre de collaborateurs, pourraient suggérer qu’il s’agit plutôt d’un « dossier d’information » que d’un texte achevé. 

### Date de rédaction
Si certains chapitres de l’ouvrage peuvent être datés avec une certaine précision, la date de compilation est tout aussi incertaine que l’identité du compilateur. Dans leur ouvrage, Averil Cameron et Judith Herrin plaident pour le début du VIIIe siècle. Faisant la recension de ce livre, A. Kazhdan met plutôt de l’avant la fin du VIIIe siècle ou le début du IXe siècle . La mention de Philippicus (711-713) indique que le texte ne peut être antérieur à cette date; par ailleurs le fait qu’une bonne partie des Parastaseis syntomoi chronikai ait été reprise dans le Patria de Constantinople indique qu’il ne peut être postérieur au Xe siècle. 
Nombre de références font allusion à des évènements qui se seraient produits « de notre temps », c’est-à-dire sous le règne de Constantin V (741 – 775). Ainsi à la note 15 qui traite du Forum, il est indiqué que trois des sirènes dorées furent enlevées « par l’empereur de notre temps » pour être replacées près de Saint-Mamas, n’en laissant que quatre dans le Forum . Faute de preuves concluantes, on doit se ranger à l’avis de P. Speck qui croit que les textes constituant la version actuelle auraient vraisemblablement été réunis au cours du VIIIe siècle.

### Contenu
Les Parastaseis Syntomoi Chronikai se présentent donc comme un recueil de notes sur divers lieux publics comme le Forum et l’Hippodrome en mettant l’accent sur les statues qui les ornaient ainsi que les anecdotes et légendes s’y rapportant.
On pourrait y retrouver le plan suivant :
- Notes 1 à 26 : Informations diverses sur différents lieux regroupés plus ou moins selon leur localisation géographique. La section comprend plusieurs références aux Ariens (notes 1, 5d, 7, 8, 10). On y trouve de nombreuses références à des statues (notes 4, 5 a à 5 d, 6 à 8, 10 à 23, 26). Le but y est nettement didactique. La dernière référence concerne Léon III (717 – 741).
- Notes 27 et 28 : La note 27 n’est que le titre de la note 28 constituée par un narratif à la première personne d’un certain Théodore qui en voyant une statue raconte comment, en tombant, celle-ci a tué son ami, le chartularius Himerius. La note est adressée à un certain Philokalos et prévient des dangers attenants aux statues païennes. Elle prend place sous le règne de Philippicus (711 – 713).
- Notes 29 à 36 : Une section séparée portant le titre « À nouveau, de Théodore le lecteur, Note brève sur les femmes ». Elle trace une liste de statues d’impératrices (et d’empereurs à partir de la note 34), la dernière allusion remontant au règne d’Héraclès (610 – 641). On y fait part des acclamations des Verts.
- Notes 37 à 43 : Une section intitulée « Au sujet des spectacles », concernant cinq lieux particulièrement intéressants. Elle est à nouveau adressée à Philokalos comme celui qui aurait encouragé la production de l’œuvre par ses demandes d’informations qui auraient été compilées par un certain Dioscorus. La dernière allusion se rapporte au second règne de Justinien II (705 – 711).
- Note 44 et 44a : Une section particulièrement difficile à interpréter attribuée à un certain Papias, sans véritable sujet.
- Notes 45 à 59 : Une section décrivant l’activité de divers empereurs : Léon Ier (45), Julien (46 – 49), Gratien (50), Valentinien (III ?) (51) et, dans un format légèrement différent, Constantin (52 – 59). La note 56 concernant la statue de l’empereur sur le Forum peut être comparée à celle que l’on retrouve à la note 5, tout en étant différente.
- Notes 60 à 65 : Une section consacrée à l’Hippodrome et à ses monuments. La note 61 rappelle l’empereur impie Justinien II (705 – 711) et la note 63 à un moine qui y fut brulé vif en raison de sa foi, la mention anachronique « de notre temps » étant peut-être une allusion à l’iconoclasme.
- Notes 66 à 89 : Tout comme la première série de notes, cette section constitue une énumération à fins didactiques de monuments et de places publiques, mais de façon plus brève. On y trouve des descriptions de statues dans presque toutes ces notes, ainsi qu’une allusion à un « portrait » de Philippicus (711 – 713) (note 82) et à la restauration du port de Neorion par Léon III (717 – 741) (note 72).

Les descriptions de ces statues sont extrêmement sommaires spécifiant quelquefois de quelle matière est faite la statue lorsqu’il s’agit de métal précieux, d’ivoire ou de marbres rares. Quelquefois la représentation est qualifiée de « très fidèle à l’original ». À l’occasion on spécifie sa provenance, surtout lorsqu’il s’agit de statues anciennes. 
On trouve de nombreuses répétitions tant pour les statues que pour les endroits où elles sont situées; le Forum et l’Hippodrome sont mentionnés deux fois, de même que les têtes de Gorgone. Évidemment, concernant les statues, il peut à l’occasion s’agir de copies, celles-ci ayant été nombreuses, mais il n’est jamais fait mention d’originaux ou de copies. Ainsi la statue d’Héraclès couchée est mentionnée à la fois à l’Amastrianum, à l’Hippodrome et à la Basilique. 
Les anecdotes associées à certaines de ces statues contiennent généralement des morales sous-jacentes sur le pouvoir maléfique de certaines d’entre elles, surtout païennes, qui peuvent faire des prédictions sur l’avenir de la cité et de ses empereurs, comme la note 64 rapportant un vif échange entre l’empereur Théodose II et sept « philosophes » dont il ressort que toutes les statues importantes de l’Hippodrome ont une influence potentiellement maléfique pour l’avenir de la Cité. Seules toutefois des personnes éclairées (appelées ici « philosophes » ou « amateurs de la connaissance ») sont à même d’en interpréter le sens et la portée .

## Interprétation
En raison de leur caractère obscur, les Parastaseis syntomoi chronikai ont été interprétées différemment par les spécialistes qui se sont penchés sur le dossier. Cyril Mango y voyait un genre de « guide touristique » sommaire de Constantinople à l’instar des guides plus tardifs de Rome comme le Mirabilia urbis Romae (vers 1140) ou le De mirabilibus urbis Romae (milieu du XIIe siècle). Si tel était le cas, il s’agit d’un guide extrêmement confus. Constantinople y est présentée comme une ville offrant des places spacieuses dont certaines tels le Forum, le Xerolophos, la Basilique, le Kynegion, l’Hippodrome et le Milion richement décorées, mais n’offrant aucune indication spécifique sur l’emplacement de ces statues à l’intérieur de la place publique ni sur la disposition de ces places à travers la ville .
Cameron et Herrin y voient plutôt les efforts d’un groupe de citoyens fortunés, certains d’entre eux hauts-fonctionnaires, vivant à une époque où ils constatent la décadence de leur ville  et qui cherchent à en préserver la mémoire en déchiffrant les traces de son passé à travers ses grandes places, monuments et statuaire. Dans un monde où les livres étaient rares et chers, ils devaient se fier à leur mémoire collective et à ce qu’en rapportaient leurs amis pour décrire non seulement des statues depuis longtemps disparues, mais également d’autres qu’ils ne pouvaient voir de leurs propres yeux mais qui étaient associées à l’histoire des monuments et places publiques de leur ville.
Selon le « Oxford Dictionary of Byzantium”, (1991) on devrait y voir un pamphlet politique dirigé contre le culte de Constantin le Grand qui s’était développé à l’époque des empereurs iconoclastes. Alexander Kazhdan en veut comme preuve l’anachronisme citant Hérodote comme source de l’attribution à Constantin du meurtre de son fils Constantin alors que c’est Crispin qui fut tué. De la même façon le pouvoir maléfique attribué aux statues païennes devrait être opposé au pouvoir bénéfique des icônes chrétiennes orthodoxes.
Liz James interprète le texte comme un exemple de la manière dont les Byzantins croyaient que des daimones habitaient ces objets en trois dimensions et comment, en y ajoutant des symboles chrétiens, comme les croix au-dessus des têtes de Gorgone (note 78), on pouvait en conjurer le mauvais sort,. Plus près de nous, Benjamin Anderson y voyait la tentative d’un groupe d’aristocrates de voir dans ces statues les dépositaires d'une connaissance occulte sur l’avenir de l’empire et, ainsi, de pouvoir mieux faire pression sur les empereurs du huitième siècle . 
Essayant de comprendre la façon dont les Byzantins du même siècle se représentaient les liens qui unissaient leur culture à celle du fondateur de Constantinople et au-delà de lui à l’Antiquité dont provenaient tant de statues qui ornaient leur ville, Calum Samuelson montre comment la popularité croissante du christianisme modifia la conception que ceux-ci se faisaient de leur histoire, mais que celle-ci n’était pas uniforme dans tous les secteurs de la société et que la compréhension de l’antique statuaire pouvait varier selon les personnes .

## Transmission
Le texte n’a été préservé que dans un seul manuscrit du XIe siècle, le Parisianus gr. 1336. Une bonne partie de ce manuscrit est retranscrit et parfois élaboré dans deux textes plus tardif : le Patria  de Constantinople, collection de textes sur l'histoire et les monuments de Constantinople rassemblés en un recueil à la fin du Xe siècle, ainsi que dans un texte anonyme publié par M. Treu et appelé, faute de mieux, l’ « Anonyme de Treu » (Parisianus suppl. gr. 607a) . Ces deux textes sont relativement clairs et simples, permettant à l’occasion d’élucider certains passages particulièrement obscurs ou difficiles des Parastaseis syntomoi chronikai. 
Quelques siècles plus tard les Parastaseis syntomoi chronikai servirent de source à Nicétas Choniatès pour la rédaction de son petit pamphlet « Des statues détruites par les Latins » concernant la destruction de Constantinople par les croisés de la Quatrième Croisade en 1204 .
Le texte fut publié au début du XXe siècle par T. Preger dans son édition des Scriptores Originum Constantinopolitanarium (Leipzig, vol. I en 1901 et vol. 2 en 1907). Sa publication toutefois ne généra pas un grand intérêt parmi les chercheurs de l’époque, la qualité de la langue étant trop pauvre pour justifier l’attention des linguistes et son contenu trop fantaisiste pour attirer celle des historiens.
Le renouveau méthodologique des études historiques au cours des dernières décennies et une nouvelle édition du texte par A. Cameron et J. Herrin en 1984 sous le titre « Constantinople in the Early Eighth Century : The Parastaseis Syntomoi Chronikai » a permis de jeter un nouveau regard sur ce qui reste le seul texte de littérature séculière que nous possédions de cette période sombre de la littérature byzantine.

## Langue
Le texte du manuscrit présente de nombreuses difficultés tant sur le plan linguistique que d’interprétation.
Une des principales difficultés  est le fait que quelquefois un mot peut être employé avec des significations différentes alors qu’un concept peut être rendu par plusieurs mots. Ainsi le terme « stèle » peut désigner soit une statue, soit une image, soit un monument. À l’inverse, le concept de « statue » peut être rendu par de nombreux termes : eikon, zodion, agalma, eidolon, stoicheon, homoioma, etc. L’absence d’autres textes de littérature séculière de la même période rend difficile la comparaison avec d’autres sources.
L’œuvre semble être le fait de gens ayant reçu une certaine éducation et qui, ayant des prétentions littéraires, cherchent à atteindre une qualité de style dont ils n’ont qu’une connaissance approximative, leur culture se limitant d’après les lectures qu’ils citent à quelques textes ecclésiastiques. Il en résulte ce que Browning a appelé « un style sous-littéraire… représentant un compromis bancal entre un idéal puriste et la langue populaire ». La recherche du terme « technique » inconnu ailleurs et de la construction alambiquée résulte en un style obscur et difficile à comprendre. La grammaire est hasardeuse changeant constamment le sujet de la phrase, multipliant les gérondifs absolus comme charnières entre les phrases et utilisant des participes là où un verbe principal serait requis. Curieusement c’est là où le texte devrait être le plus simple, par exemple dans les directions, qu’il devient le plus pénible à interpréter (notes 16, 33, 44a). Ainsi, alliant constructions tarabiscotées, vocabulaire ampoulé et style prétentieux et affecté, le texte loin d’atteindre un niveau de langue sophistiqué ne démontre que l’incapacité de ses  auteurs à s’exprimer de la manière élégante utilisée par les anciens Grecs. 

## Intérêt historique
En dépit de tous leurs défauts, les Parastaseis syntomoi chronikai demeurent un texte important ne serait-ce que parce qu’il demeure l’un des seuls textes que nous possédons en dehors de la littérature ecclésiastique pour cette période de la littérature byzantine.
Il nous permet également de mieux comprendre la conception qu’un certain groupe de citoyens du VIIe siècle se faisait de leur cité. Quelle idée ces citoyens d’une ville devenue chrétienne se faisaient du passé païen de leur ville. Comment ils interprétaient ce passé sans l’aide d’une documentation accessible de nos jours, mais à laquelle ils n’avaient pas accès. Pour eux, vivant un demi-millénaire plus tard, le fondateur de leur cité, Constantin le Grand, était devenu à la fois mythe et légende et ce qu’ils retrouvaient de ce passé était objet de mystère, d’anxiété et de superstition. Et la crainte qu’ils éprouvaient à l’endroit des pouvoirs cachés attribués à ces statues alimentait les querelles de leur siècle sur la question des statues et images, en particulier de celles possédant un caractère religieux.